# Saint-Germain-en-Laye (quận)
Quận Saint-Germain-en-Laye là một quận của Pháp, nằm ở tỉnh Yvelines, ở vùng Île-de-France. Quận này có 16 tổng và 45 xã.

## Đơn vị hành chính

### Tổng
Các tổng của quận Saint-Germain-en-Laye là: 
1. Andrésy
2. La Celle-Saint-Cloud
3. Chatou
4. Conflans-Sainte-Honorine
5. Houilles
6. Maisons-Laffitte
7. Marly-le-Roi
8. Le Pecq
9. Poissy-Nord
10. Poissy-Sud
11. Saint-Germain-en-Laye-Nord
12. Saint-Germain-en-Laye-Sud
13. Saint-Nom-la-Bretèche
14. Sartrouville
15. Triel-sur-Seine
16. Le Vésinet

### Xã
Các xã của quận Saint-Germain-en-Laye, và mã INSEE là: 
| 1. Achères (78005)               | 2. Aigremont (78007)              | 3. Andrésy (78015)                | 4. Bailly (78043)                    |
| 5. Bougival (78092)              | 6. Carrières-sous-Poissy (78123)  | 7. Carrières-sur-Seine (78124)    | 8. Chambourcy (78133)                |
| 9. Chanteloup-les-Vignes (78138) | 10. Chatou (78146)                | 11. Chavenay (78152)              | 12. Conflans-Sainte-Honorine (78172) |
| 13. Crespières (78189)           | 14. Croissy-sur-Seine (78190)     | 15. Davron (78196)                | 16. Feucherolles (78233)             |
| 17. Fourqueux (78251)            | 18. Houilles (78311)              | 19. L'Étang-la-Ville (78224)      | 20. La Celle-Saint-Cloud (78126)     |
| 21. Le Mesnil-le-Roi (78396)     | 22. Le Pecq (78481)               | 23. Le Port-Marly (78502)         | 24. Le Vésinet (78650)               |
| 25. Les Alluets-le-Roi (78010)   | 26. Louveciennes (78350)          | 27. Maisons-Laffitte (78358)      | 28. Mareil-Marly (78367)             |
| 29. Marly-le-Roi (78372)         | 30. Maurecourt (78382)            | 31. Montesson (78418)             | 32. Morainvilliers (78431)           |
| 33. Médan (78384)                | 34. Noisy-le-Roi (78455)          | 35. Orgeval (78466)               | 36. Poissy (78498)                   |
| 37. Rennemoulin (78518)          | 38. Saint-Germain-en-Laye (78551) | 39. Saint-Nom-la-Bretèche (78571) | 40. Sartrouville (78586)             |
| 41. Triel-sur-Seine (78624)      | 42. Verneuil-sur-Seine (78642)    | 43. Vernouillet (78643)           | 44. Villennes-sur-Seine (78672)      |
| 45. Villepreux (78674)           |                                   |                                   |                                      |